# Эльма (приток Кестромки)
Эльма — река во Владимирской области России, течёт по территориям Ковровского и Вязниковского районов.
Исток Эльмы находится в паре километров от деревни Аксениха. Далее она течёт на юго-восток пересекая автомобильное шоссе, а затем по урочищу деревни Филипповка, вскоре впадая в реку Кестромку с правой стороны.
В верховье течёт по сосново-берёзовому лесу, нижняя часть проходит по открытой местности бывшей деревни, где ещё сохранилась цепь прудов.
Гидроним встречается на картах уже в 1850 году.
Речку пересекает региональная дорога IV категории Эсино — Алексеевское — Ильинское (№ 17 ОП МЗ 17 Н-5).